# Чемпионство Strong в открытом весе
Чемпионство Strong в открытом весе (яп. STRONG無差別級王座) — является чемпионским титулом по рестлингу, которым владеет японский рестлинг-промоушн New Japan Pro-Wrestling (NJPW). Этот титул демонстрируется исключительно на американской телевизионной программе NJPW NJPW Strong, в которой участвуют американские рестлеры. Первым в истории чемпионом был Том Лоулор.

## История титула
По состоянию на 4 июля 2022 года было два чемпиона. Том Лоулор был первым в истории чемпионом, он победил Броуди Кинга в финале турнира New Japan Cup USA 2021. Точная дата записи этого события неизвестна. Оно вышло в эфир 23 апреля 2021 года с задержкой. Фред Россер является самым возрастным чемпионом, выиграв его в 38 лет, в то время как Лоулор — самый молодой чемпион в 37 лет.
| № | Чемпион       | Дата            | Шоу                               | Место                     | Чемпионство | Дней | Защит | Прим. |
| - | ------------- | --------------- | --------------------------------- | ------------------------- | ----------- | ---- | ----- | ----- |
| 1 | Том Лоулор    | 23 апреля 2021  | New Japan Cup USA 2021            | Порт-Хуэнеме, Калифорния  | 1           | 397  | 9     | [ 2 ] |
| 2 | Фред Россер   | 15 мая 2022     | Strong: Collision in Philadelphia | Филадельфия, Пенсильвания | 1           | 238  | 7     |       |
| 3 | Кэнта         | 18 февраля 2023 | Battle in the Valley              | Сан-Хосе, Калифорния      | 1           | 74   | 2     |       |
| 4 | Хикулео       | 3 мая 2023      | Wrestling Dontaku                 | Фукуока, Япония           | 1           | 18   | 0     |       |
| 5 | Кэнта         | 21 мая 2023     | Resurgence                        | Лонг-Бич, Калифорния      | 2           | 45   | 0     |       |
| 6 | Эдди Кингстон | 5 июля 2023     | NJPW Independence Day (день 2)    | Токио, Япония             | 1           |      |       |       |